# Sparbanken Göinge (1977–1984)
För den senare banken med samma namn, se Sparbanken Göinge.
Sparbanken Göinge var en svensk sparbank med huvudkontor i Hässleholm och verksamhet i Hässleholms och Osby kommuner. Den bildades 1977 genom fusion av Hässleholms Sparbank, Hästveda Sparbank, Hörja Sparbank, Loshults Sparbank, Osby Sockens Sparbank, Sösdala Sparbank, Verums Sockens Sparbank, Västra Göinge Härads Sparbank och Örkeneds Sparbank.
År 1984 bildade Sparbanken Göinge tillsammans med tre andra skånska sparbanker Sparbanken Skåne. Den banken bildade i sin tur Sparbanken Sverige 1992 som senare skulle gå ihop med Föreningsbanken 1997 för att bilda Föreningssparbanken, senare kallad Swedbank. Under denna tid fortsatte driften av det som tidigare var Sparbanken Göinge samt den 1990 införlivade Vittsjö Sparbank som en enhet. Den 1 januari 2008 såldes Swedbank Hässleholm/Osby över av Kristianstads Sparbank som senare samma år bytte namn till Sparbanken 1826. Sedan maj 2014 är återstoden denna bank en del av nya Sparbanken Skåne.